# چاقالوها
چاقالوها فیلمی در ژانر کمدی به کارگردانی استیون بریل است که در سال ۱۹۹۵ ساخته شده‌است؛ و با مشارکت جاد اپتاو نوشته شده‌است. این فیلم داستان یک مرکز لاغری برای کودکان و نوجوانان است که توسط یک مربی به نام تونی (بن استیلر) اداره می‌شود.

## داستان فیلم
با تمام شدن مدرسه و فرارسیدن تابستان دانش آموزی به نام جری گارنر (آرون شوارتز) توسط پدر و مادر خود به یک مرکز لاغری برای کاهش وزن فرستاده می‌شود.

## بازیگران
- Aaron Schwartz در نقش Gerald "Gerry" Garner
- بن استیلر در نقش Tony Perkis, Jr. / Tony Perkis, Sr.
- تام مک‌گوان در نقش Pat Finley
- Tim Blake Nelson در نقش Roger Johnson
- جفری تامبر در نقش Maury Garner
- جری استیلر در نقش Harvey Bushkin
- ان میرا در نقش Alice Bushkin
- Shaun Weiss در نقش Josh Birnbaum
- کینن تامسون در نقش Roy
- Leah Lail در نقش Julie
- Paul Feig در نقش Tim
- Tom Hodges در نقش Lars
- آلن کاورت در نقش Kenny
- Cody Burger در نقش Cody
- David Goldman در نقش Nicholas
- Judd Apatow در نقش Homer
- Lia Lucis در نقش Herself
- Lauren Michelle Hill - Angelic Girl

## تولید
این فیلم طی دو ماه از مارس ۲۸، ۱۹۹۴ تا مه ۲۵، ۱۹۹۴ فیلم‌برداری شد.